# 堂島米會所

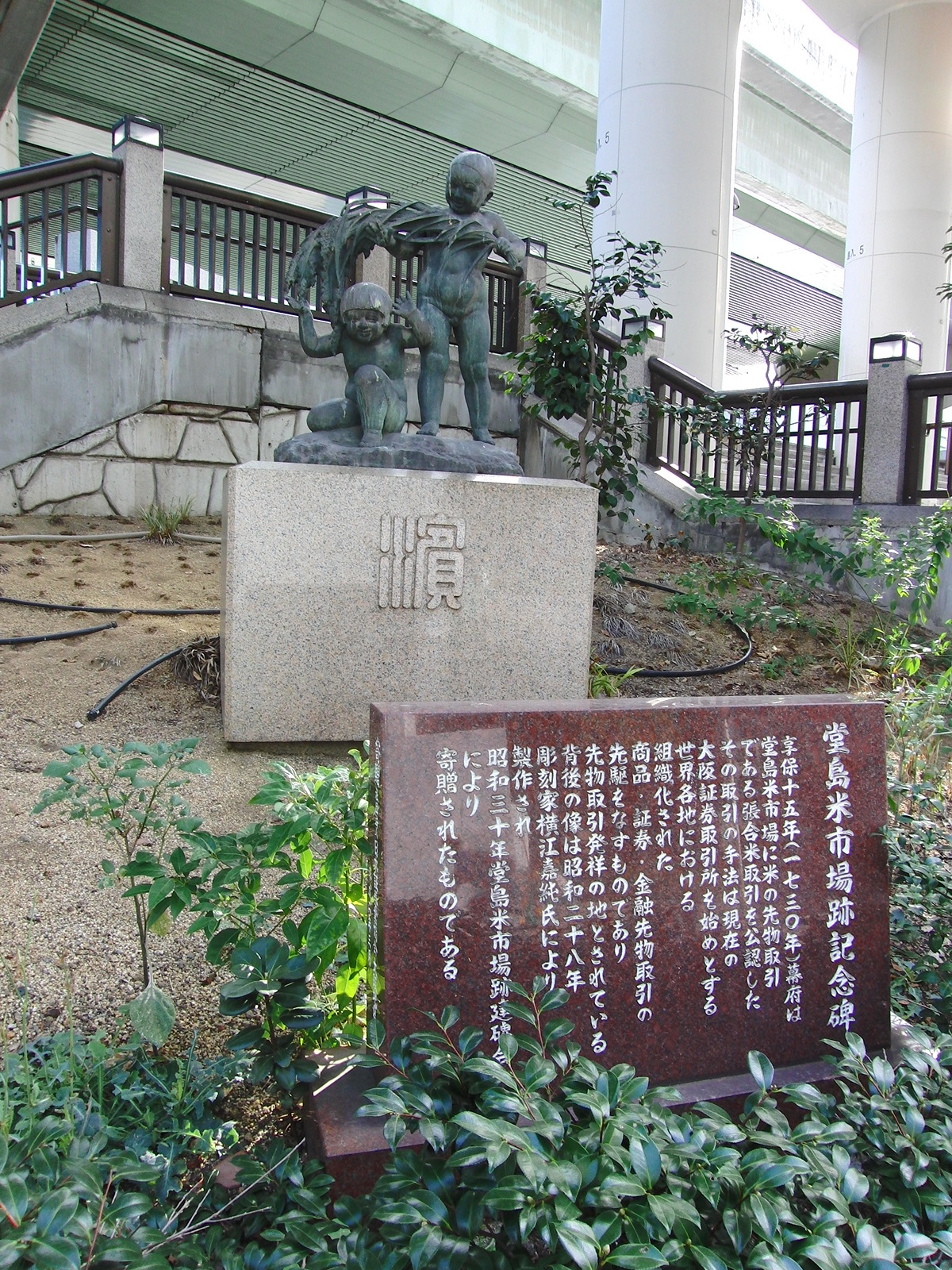
堂島米市場所在地記念碑

堂島米會所（日语：堂島米会所、どうじまこめかいしょ）是日本江戶時代享保15年舊曆8月13日（1730年9月24日）在攝津國西成郡大坂堂島開設的大米交易所，又稱為堂島米市場，位置相當於現大阪府大阪市北區堂島濱1丁目。該交易所是世界第一個期貨交易所。在幕末時期，由於米價暴漲，市場陷入混亂，堂島米會所在1869年被明治新政府廢除。堂島米會所在1871年恢復設立，並曾在1873年至1876年交易食用油，1893年改為大阪堂島米穀交易所。

## 外部連結
- 先物取引発祥の地「堂島米会所」 - 大阪證券交易所
- 記念碑について （页面存档备份，存于）